# مبنى تاميديا
مبنى تاميديا في عام 2013 تم افتتاح مبنى مجموعة تاميديا (بالإنجليزية: Tamedia)‏ في زيوريخ بسويسرا، المبنى الذي يقع على مساحة 1012 متر مربع يتكون من سبعة طوابق فوق الأرض بالإضافة لبدرومين ويتميز بواجهاته الزجاجية أما مساحة الطوابق الإجمالية فهي 8602 متر مربع ويتسع ل860 موظف، الإبداع الحقيقي في المبنى هو النظام الإنشائي المكون بالكامل من الخشب والذي يظهر بدون تغطيات أو تشطيبات يجع نوعية المبنى فريدة ومميزة سواءا من الخارج أو من الداخل، وهو أول مبنى بهذا الحجم يصنع بالكامل من الأخشاب كما لم يتم استخدام أي روابط معدنية أو حتى غراء في هذا المبنى ولم تستخدم المسامير سوى في تثبيت الأرضيات المرتفعة، حيث يتكون النظام الإنشائي من كمرات عرضية بنهايات دائرية، بها فتحات بيضاوية، يريط هذه الكمرات أعصاب بيضاوية عمودية عليها تقوم بربط الكمرات والأعمدة التي تحتوي فتحات بيضاوية أيضا، تم استخدام الشكل البيضاوي ليعطي تماسكا أفضل من الشكل الدائري وللحماية من الحريق تم تسميك جميع العناصر 5سنتيمتر ملمترات إضافية.

## التصميم
حسب مصمموا المبنى فإن ذلك سيجعل من المبنى يصمد أكثر من المنشآت المعدنية في حالة الحريق حيث أن تفحم الطبقات الأولى من الخشب سيعمل كواقي مؤقت من الطبقات الداخلية، يعتبر مصمم المبنى هو المبدع الياباني شيجيرو بان (بالإنجليزية: shigeru ban)‏  الحاصل على جائزة بريتزكر (بالإنجليزية: Britzker)‏ سنة 2014 وتعرف الجائزة بأنها نوبل المعمارية حيث أنها أرقى وأشهر جائزة في فن العمارة، يتميز شيغيرو باعتماده على بساطة العمارة اليابانية التقليدية في تصميماته ودائما ما يقوم بالمزج بين أسلوب البناء الشرقي والغربي مع عن طريق استخدام عناصر العمارة اليابانية التقليدية ويعيد تقديمها بما يناسب العمارة الغربية، في تصميمات شيغيرو الاستدامة ليست عامل جاننبي يضاف لاحقا بعد التصميم بل هو عنصر جوهري في التصميم ولشيغيروا أيضا إسهامات أخرى في المجال الإنساني حيث ساهمت أفكاره وإبداعاته في عمل ملاجيء للمتضررين من الكوارث الطبيعية في دول كثيرة مثل اليابان وهايتي والهند ورواندا. لتشيغيروا أيضا مبنى أخر بسويسرا قيد التنفيذ هو المبنى الرئيسي لشركة سواتش.